# Phyllagathis melastomatoides
Phyllagathis melastomatoides är en tvåhjärtbladig växtart som först beskrevs av Elmer Drew Merrill och Woon Young Chun, och fick sitt nu gällande namn av Wan Chang Ko. Phyllagathis melastomatoides ingår i släktet Phyllagathis och familjen Melastomataceae. Utöver nominatformen finns också underarten P. m. brevipes.